# Craig Russell
Craig Russell (ur. 1956 w Fife)  – szkocki autor powieści kryminalnych.

## Zarys biografii
Zanim zdecydował się na podjęcie kariery zawodowego powieściopisarza był funkcjonariuszem policji oraz zajmował się reklamą jako m.in. copywriter. Płynnie mówi po niemiecku i bardzo interesuje się powojenną historią Niemiec, dlatego akcję wielu powieści osadził w Hamburgu. Zadebiutował w 2005 książką Krwawy orzeł (ang. Blood Eagle), w której pojawił się główny bohater cyklu jego książek, hamburski detektyw Jan Fabel. Powieści z Fablem zdobyły w Europie dużą popularność i zostały przełożone na ponad 20 języków. Drugi tor w twórczości Russella tworzą kryminały, których akcja rozgrywa się w latach 50. XX wieku w Glasgow. Ich bohaterem jest szkocki prywatny detektyw Lennox. 
W lutym 2007 Russell został odznaczony przez policję hamburską Gwiazdą Policyjną (Polizeistern), będąc jedynym cudzoziemcem, który otrzymał to wyróżnienie. W czerwcu 2007 jego nazwisko pojawiło się na oficjalnej liście kandydatów do prestiżowej nagrody Złotego Sztyletu, największego wyróżnienia dla twórców literatury kryminalnej i sensacyjnej. W 2008 zdobył nagrodę Dagger in the Library przyznawaną – tak jak Złoty Sztylet – przez brytyjskie Stowarzyszenie Pisarzy Literatury Kryminalnej.
Jest żonaty i ma dwoje dzieci. Mieszka w szkockim Perthshire.

## Twórczość

### Jan Fabel
- Blood Eagle (2005) – wyd. pol. Krwawy orzeł, Capricorn, Warszawa 2006, tłum. Paweł Lipszyc
- Brother Grimm (2006) – wyd. pol. Brat Grimm, Capricorn, Warszawa 2007, tłum. Jerzy Malinowski oraz Baśniowy morderca, Buchmann, Warszawa 2011, tłum. to samo
- Eternal (2007) – wyd. pol. Zmartwychwstały, W.A.B., Warszawa 2013, tłum. Jerzy Malinowski
- The Carnival Master (2009) – wyd. pol. Mistrz karnawału, W.A.B., Warszawa 2014, tłum. Jerzy Malinowski
- The Valkyrie Song (2009) – wyd. pol. Pieśń Walkirii, W.A.B., Warszawa 2013, tłum. Jacek Majewski
- A Fear of Dark Water (2011) – wyd. pol. Strach przed ciemną wodą, W.A.B., Warszawa 2014, tłum. Agnieszka Lipska-Nakoniecznik
- The Ghosts of Altona (2015)

### Lennox
- Lennox (2009) – wyd. pol. Lennox, Buchmann, Warszawa 2012, tłum. Jacek Majewski
- The Long Glasgow Kiss (2010) – wyd. pol. Długi pocałunek z Glasgow, W.A.B., Warszawa 2013, tłum. Jacek Majewski
- The Deep Dark Sleep (2011) – wyd. pol. Długi kamienny sen, W.A.B., Warszawa 2013, tłum. Andrzej Niewiadomski
- Dead Men and Broken Hearts (2012)
- The Quiet Death of Thomas Quaid (2016)